# La cavalcata dei morti
La cavalcata dei morti (titolo in lingua originale L'armée furieuse) è un romanzo poliziesco del 2011 della scrittrice francese Fred Vargas, il settimo con protagonista il personaggio del commissario Adamsberg e i suoi uomini del commissariato del XIII arrondissement di Parigi.
Il romanzo è stato pubblicato per la prima volta in Francia nel 2011 dall'editore Editions Viviane Hamy, poi tradotto e pubblicato in Italia nel 2011, da Einaudi.

## Trama
Il commissario Adamsberg, grazie a una singolare intuizione, smaschera l'omicidio di un'anziana donna, perpetrato dal marito con un mezzo veramente insolito. Al ritorno in commissariato, scopre che un magnate dell'industria è stato bruciato nella sua auto e che dell'omicidio è indiziato un ragazzo di banlieue, sicuramente innocente. Nel contempo una madre arriva dalla Normandia per chiedere aiuto: sua figlia ha visto la Schiera furiosa, un'armata di fantasmi che "ghermisce" chi compia impunemente cattive azioni. Ha paura che la figlia venga incolpata o addirittura linciata, come una Cassandra che sparga oscuri presagi. 
È l'inizio di un vortice che conduce lo "spalatore di nuvole" Adamsberg in una Normandia paesana piena di poteri vecchi di secoli, anziani nobili, rancori mai sopiti e figure strane e oscure. E una lunga scia di omicidi. Con il suo solito metodo "laterale" Adamsberg cerca di trovare il bandolo barcamenandosi tra le indagini, il suo nuovo ruolo di padre di Zerk, gli scontri tra Danglard e Veyrenc, mentre tutti gli avvenimenti girano intorno al sentiero percorso dalla masnada di spettri, capeggiata dall'oscuro sire Hellequin.

## Edizioni
- Fred Vargas, La cavalcata dei morti, traduzione di Margherita Botto, collana Stile libero Big, Einaudi, 2011,  pp. 428, ISBN 978-88-06-20975-9.